# Valentin Robu
Valentin Robu (n. 17 ianuarie 1967, Săbăoani, regiunea Bacău, România) este un canotor român, dublu laureat cu argint la Seul 1988 și Barcelona 1992. 